# Caliothrips punctipennis
Caliothrips punctipennis är en insektsart som först beskrevs av Ian A. Hood 1912.  Caliothrips punctipennis ingår i släktet Caliothrips och familjen smaltripsar. Inga underarter finns listade i Catalogue of Life.